# Алексеевский сельсовет (Амурская область)
Алексеевский сельсовет — упразднённое сельское поселение в Бурейском районе Амурской области.
Административный центр — село Алексеевка.

## История
11 ноября 2005 года в соответствии с Законом Амурской области № 92-ОЗ муниципальное образование наделено статусом сельского поселения.
Упразднён в январе 2021 года в связи с преобразованием муниципального района в муниципальный округ.

## Население
| 2002 | 2010 | 2011 | 2012 | 2013 | 2014 | 2015 |
| ---- | ---- | ---- | ---- | ---- | ---- | ---- |
| 457  | ↘438 | ↘436 | ↘427 | ↘399 | ↗401 | ↘379 |
| 2016 | 2017 | 2018 |      |      |      |      |
| ↘363 | ↘339 | ↘321 |      |      |      |      |

## Состав сельского поселения
В состав сельского поселения входят 2 населённых пункта:
| № | Населённый пункт | Тип населённого пункта       | Население |
| - | ---------------- | ---------------------------- | --------- |
| 1 | Алексеевка       | село, административный центр | ↘215      |
| 2 | Асташиха         | село                         | ↘106      |